# Фольшенк, Райнер
Райнер «Блус» Фольшенк (африк. Renier «Bloues» Volschenk, родился 2 сентября 1974 года в Куллинане) — российский регбист южноафриканского происхождения, игравший на позиции лока (замка).

## Биография

### Ранние годы
По некоторым данным, его дедушка был русским. Окончил Африканерскую высшую юношескую школу и Нормальный колледж Претории (африк. Normaal Kollege Pretoria), играл за клубы «Блю Буллз» и «Фэлконс» до 1999 года. Позже играл за клуб «Леопардс», в 2000 году выступал в турнире второго эшелона в рамках Кубка Карри — Кубке Банкфин; 13 июня сыграл в матче против Англии (поражение 22:52), прошедшем в рамках турне англичан по ЮАР. В 2001 году играл за клуб «Пумас» в Кубке Карри. 

### «Красный Яр» и сборная России
В 2002 году Фольшенк перешёл в российский клуб «Красный Яр», с которым стал серебряным призёром чемпионата России: сыграл минимум в четырёх встречах, набрав 10 очков (две попытки против «Пензы»). 3 марта 2002 года дебютировал матчем за сборную России против команды Грузии в Тбилиси (ничья 12:12). 7 апреля сыграл против Португалии в Лозане (победа 18:13), прошедшей в рамках чемпионата Европы 2001/2002 в дивизионе A (итоговое 3-е место сборной России). Первую попытку за сборную занёс 5 мая в матче против Чехии (победа 37:18), прошедшем в рамках отбора на чемпионат мира 2003 года. Также 19 мая сыграл против Японии (поражение 19:59), 1 июня против Нидерландов отметился попыткой (победа 65:3). 24 сентября провёл встречу против Ирландии (поражение 3:35), а 13 октября против Грузии (поражение 13:17). 27 октября и 24 ноября он сыграл два последних матча за сборную России против Испании: в первом россияне победили 36:3, в ответной встрече испанцы победил 38:22, но по сумме двух встреч (58:41) россияне вышли в следующий раунд.
Тем не менее испанцы потребовали опротестовать результаты встреч, заявив, что доказательств наличия русских корней у Райнера Фольшенка, равно как и у других южноафриканских легионеров — Йохана Хендрикса и Вернера Питерса — нет. Федерация регби России не смогла представить доказательства наличия корней или иные обстоятельства, допускающие участие Фольшенка в матчах за сборную России, и в итоге Россию дисквалифицировали, лишив права играть стыковые матчи против Туниса, наказав штрафом в 75 тысяч фунтов стерлингов (по 25 тысяч фунтов на каждого из трёх южноафриканцев). Всего Хендрикс сыграл 9 матчей за сборную России, выйдя в стартовом составе 7 раз и 2 раза на замену, набрав 10 очков (2 попыток).

### После России
После отъезда из России играл в Кубке Карри в ЮАР за клуб «Иглз», однако затем перешёл в клуб «Ротерем», боровшийся за сохранение прописки в Премьер-лиге Англии. В 2004—2006 годах играл за команду «Брэдфорд энд Бингли».
С 2013 года работает в компании DSFIN Services.